# Stångby
Stångby est une localité de la commune de Lund en Suède.